# رحمت قلب من
رحمت قلب من (به انگلیسی: Grace of My Heart) فیلمی محصول سال ۱۹۹۶ و به کارگردانی الیسون آندرس است. در این فیلم بازیگرانی همچون ایلیانا داگلاس، مت دیلون، اریک استولتس، بروس دیویسن، پتسی کنسیت، جان تورتورو، بریجیت فوندا، کریس آیزاک، دیوید کلنون، لوسیندا جنی، کریستینا پیکلز، ریچارد شیف و پیتر فوندا ایفای نقش کرده‌اند.